# لوئی دو بولوین
لوئی دو بولوین (فرانسوی: Louis de Boullogne‎; ۱۹ نوامبر ۱۶۵۴ – ۲۱ نوامبر ۱۷۳۳) نقاش اهل فرانسه بود.
وی همچنین برندهٔ جوایزی همچون نشان سن‌میشل و جایزه بزرگ رم شده‌است.